# Jean du Castre d'Auvigny
Jean du Castre d'Auvigny (in de buurt van Valenciennes, circa 1702-1712  - Karlstein am Main, 27 juni 1743) heette aanvankelijk Aimé-Jean Chabaille d'Auvigny. Van de familie Chabaille d'Auvigny uit het graafschap Henegouwen is niets bekend. De naam du Castre was zijn pseudoniem. Hij was een schrijver in Parijs begin 18e eeuw die de geschiedenis op vulgariserende wijze bracht.

## Levensloop

### Auteur
D'Auvigny werd opgevoed bij een oom-priester. Zijn ouders duwden hem in de richting van een militaire carrière doch hij wilde niet. Na de dood van zijn oom (1728) verhuisde hij naar Parijs. Hij koos voor een literair en gemoedelijk leven in literaire kringen, onder leiding van d'Hozier en priester Guyot des Fontaines. Zijn broer, een premonstratenzer, zou na de dood van d'Auvigny schrijven dat hij een moeilijk karakter had en alzo met verschillende schrijvers optrok. D'Auvigny publiceerde historische werken waarin hij op een speelse wijze de aandacht van de lezer trok. Zijn romans hadden alle een historische insteek. Hij schreef ook korte komedies voor theatergezelschappen. Meerdere brieven van zijn hand zijn gepubliceerd.

Executie van Johan van Oldenbarneveldt

De belangrijkste werken van d'Auvigny zijn de volgende; sommige zijn postuum uitgegeven, dus na 1743:
- Aventures du jeune comte de Lancastal (1728)Waarschijnlijk hebben meerdere auteurs van de literaire club tezamen hieraan geschreven.
- Amusements Historiques Dit boek gaat over drie adellijke dames die zich gedragen als geschiedkundigen. Zij verhalen op hun mooist gebeurtenissen uit het verleden, veelal opgesmukte verhalen.
- La Tragédie en Prose, une tragédie extravagante (1730): dit is een komedie in één bedrijf.
- Les Avantures d'Aristée et de Télasie, histoire galante et héroïque[7] (1732)
- Histoire de Paris jusqu'en 1730, 5 volumes gepubliceerd in 1735. Dit werk vond veel bijval in Parijs en d'Auvigny had zijn naam als historicus gemaakt.
- Melchukina ou Anecdotes Secrètes et Historiques (1736)
- Anecdotes et Recréations Historiques (1736)
- Anecdotes Galantes et Tragiques de la Cour de Néron (1736)
- Vies des Hommes Illustres de la France, 8 volumes gepubliceerd door zijn broer (1744); d'Auvigny wou over ministers en militairen schrijven want zij namen beslissingen met impact op gewone lieden. De toon is vaak deze van een toespraak. Latere volumes zijn het werk van priester Péreau en van Turpin.
- Abrégé de l'Histoire de France et de l'Histoire Romaine (1749). Het gaat eerder om historische nota's in vraag- en antwoordvorm. Guyot des Fontaines zorgde voor de uitgave.
- Mémoires de Madame de Barneveldt (1752)[8]. De memoires van de weduwe van raadpensionairs Johan van Oldenbarneveldt zijn fictief. D'Auvigny trok de aandacht op de relaties van Oldenbarneveldt met het koninkrijk Frankrijk. Ook dit boek werd uitgegeven door Guyot des Fontaines.

### Gezin
In 1737 huwde hij en het koppel kreeg twee zonen.

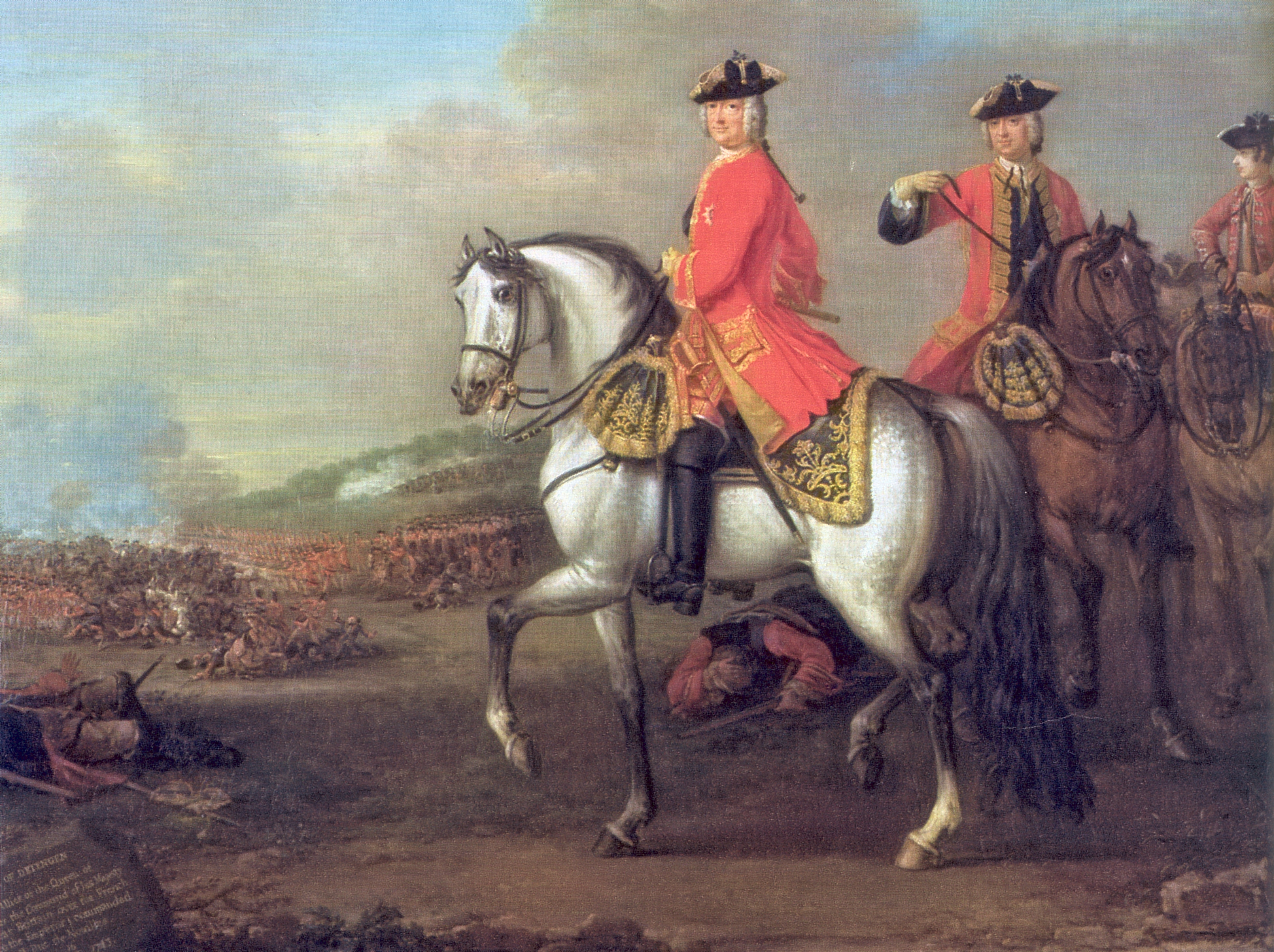
De Fransen verloren in 1743 de slag bij Dettingen, vandaag Karlstein am Main

### Militair
Langzaam geraakte d'Auvigny uitgekeken op het literaire leventje in Parijs. Sommige lezers drongen immers aan op méér vervormingen van gebeurtenissen uit het verleden, kwestie van sappige verhalen op te leveren. Ook een plagiaatuitgave van een boek van hem in de Republiek ontgoochelde hem. In 1742 werd hij soldaat bij de lichte cavalerie van het Franse leger. Ooggetuigen vertelden dat hij zijn vrouw en jonge zoontjes achterliet, roepend in de straten van Parijs dat hij "vijandige generaals aan zijn zwaard zou rijgen en zo naar Parijs terugbrengen".
De Franse koning was op dat ogenblik verwikkeld in de Oostenrijkse Successieoorlog. D'Auvigny sneuvelde een jaar later, in de slag van Dettingen (1743). Dettingen heet vandaag Karlstein am Main.
- Bibliothèque nationale de France: cb12006958p (data)
- Gemeinsame Normdatei: 124213898
- International Standard Name Identifier: 0000 0000 7973 7371
- Library of Congress Control Number: n83212104
- Nationale Bibliotheek van Tsjechië: ola2008481428
- Nederlandse Thesaurus van Auteursnamen: 134476352
- Istituto Centrale per il Catalogo Unico: TO0V386905
- LIBRIS: 286370
- Système universitaire de documentation: 028183029
- Virtual International Authority File: 39387674
- WorldCat: E39PBJcwx9dXX3VHh8r7Bwqmh3